# یوجنیو پازاگلیا
یوجنیو پازاگلیا (انگلیسی: Eugenio Pazzaglia; ۲۹ دسامبر ۱۹۴۸ – ۴ نوامبر ۲۰۲۱) بازیکن فوتبال اهل ایتالیا بود.
از باشگاه‌هایی که در آن بازی کرده‌است می‌توان به باشگاه فوتبال پیزا و باشگاه فوتبال روبور سیه‌نا اشاره کرد.